# St. Katharina (Schwäbisch Gmünd)

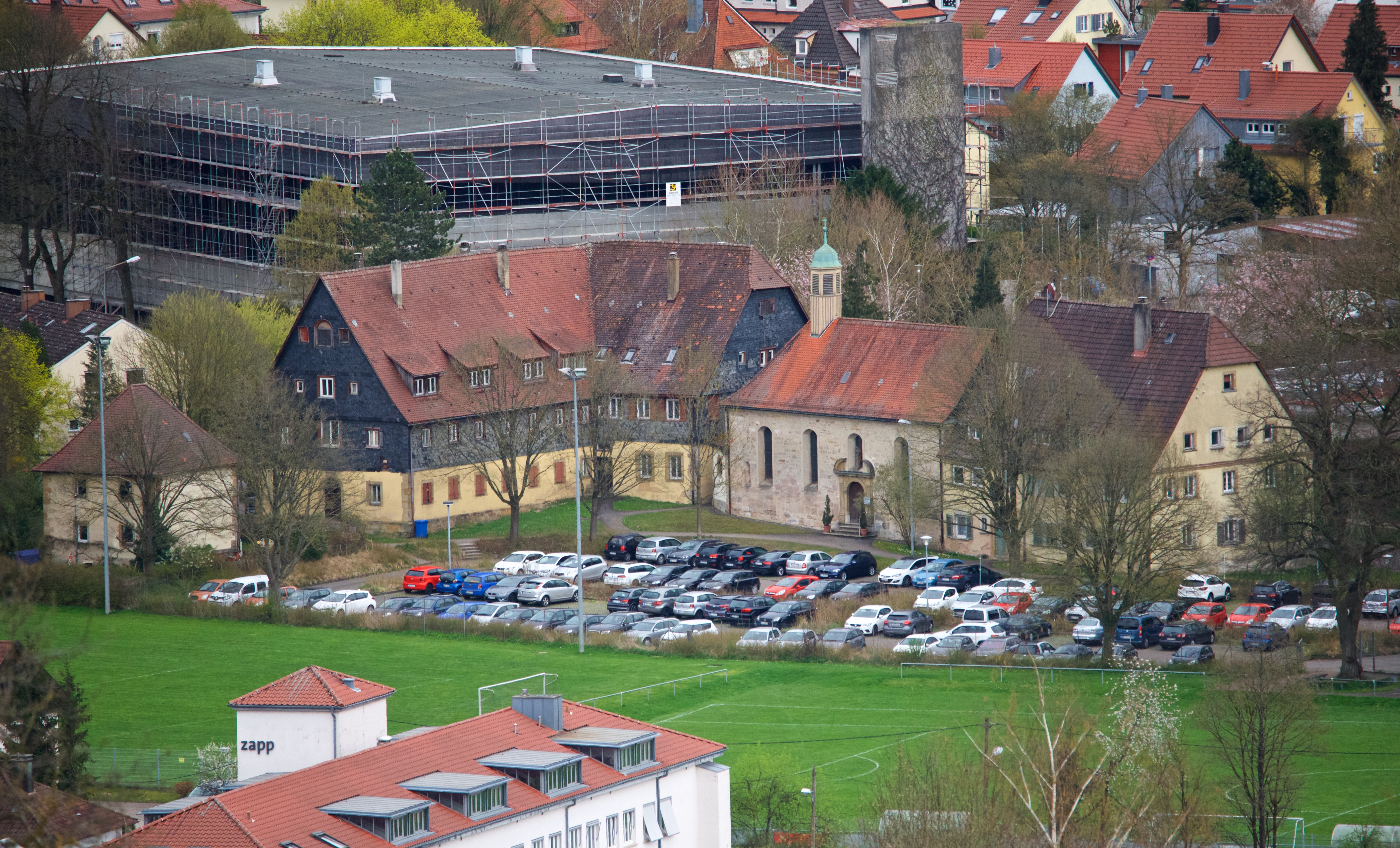
Gesamtsicht von Norden

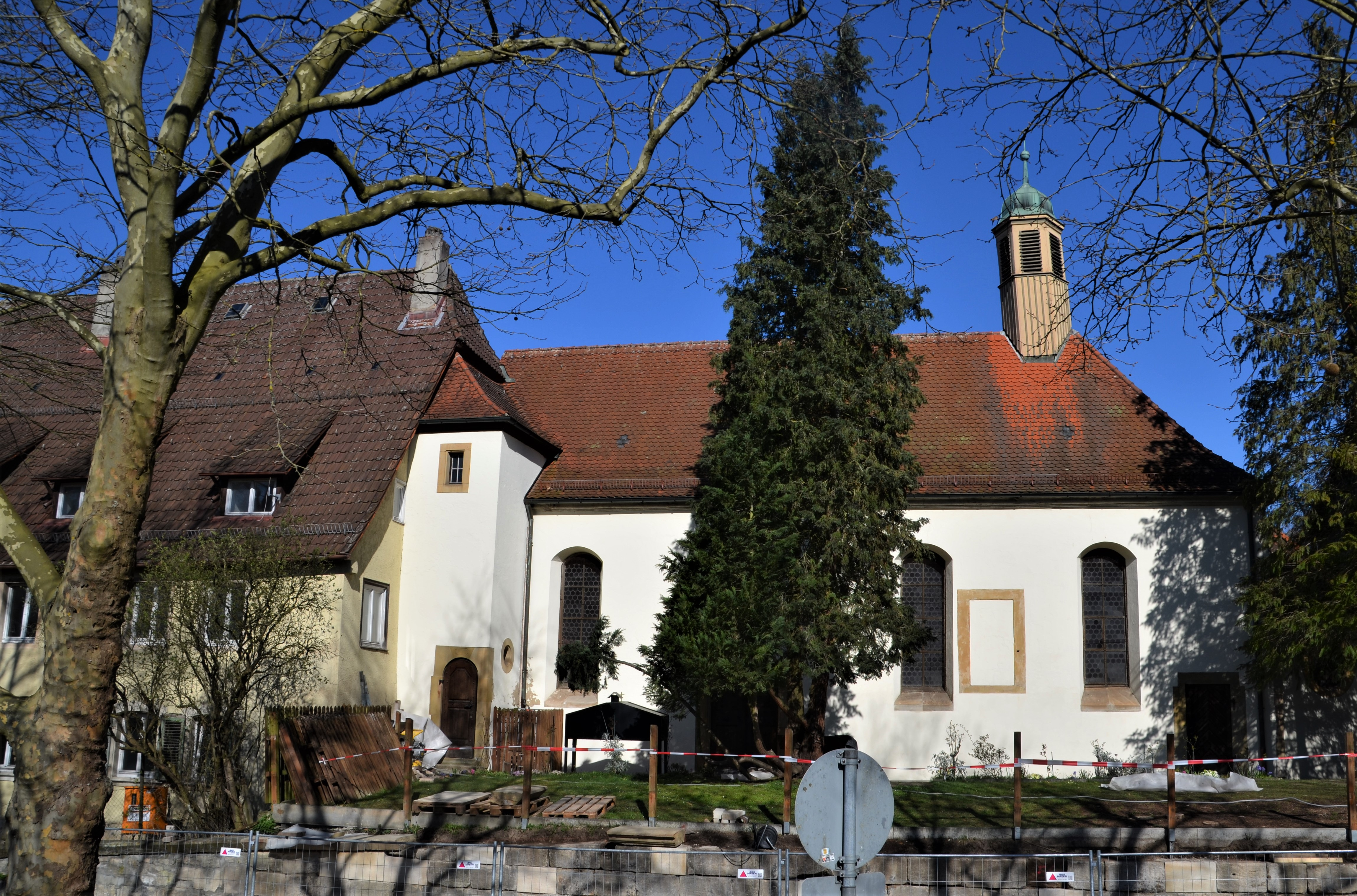
Kapelle von Süden

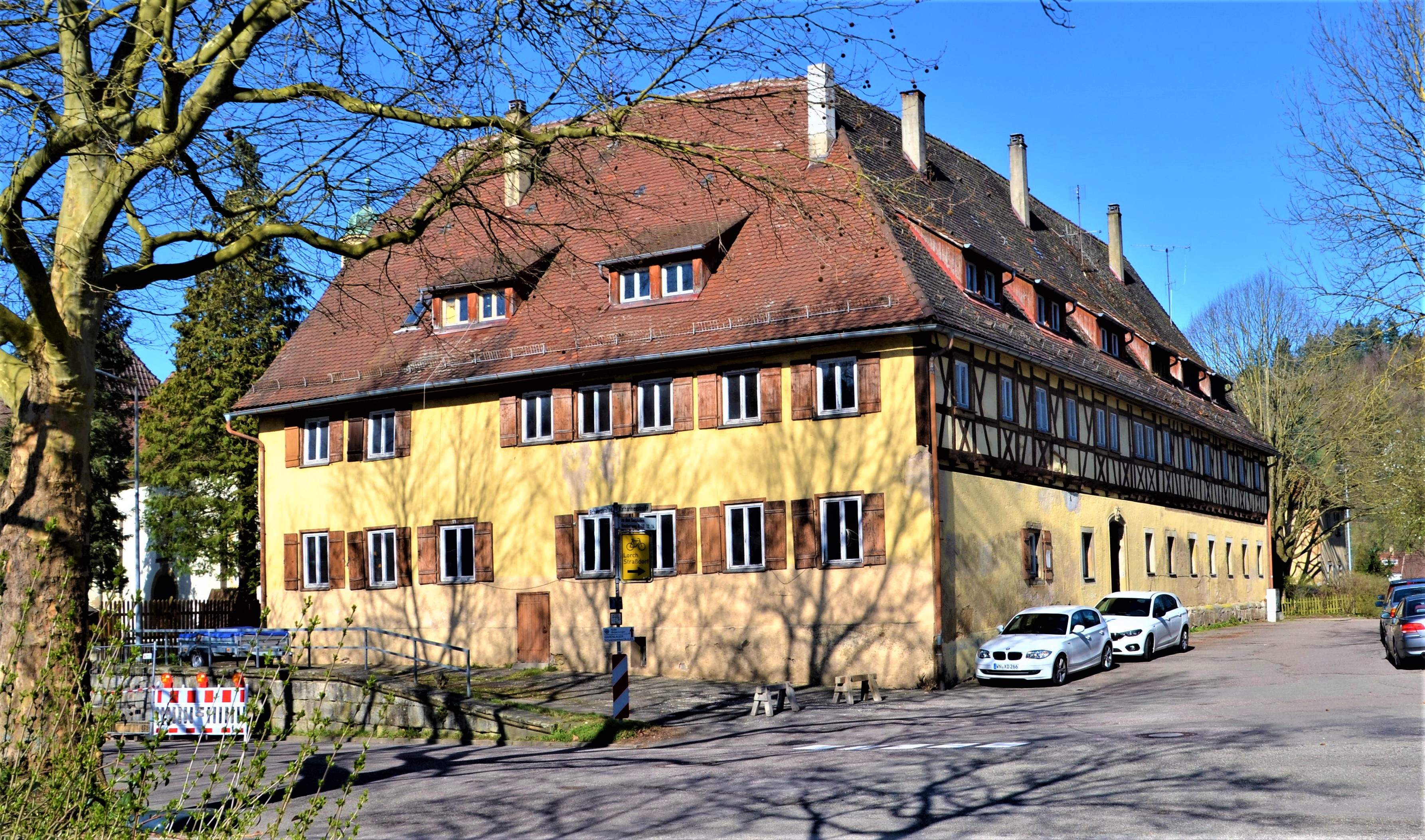
Spitalpfründhaus

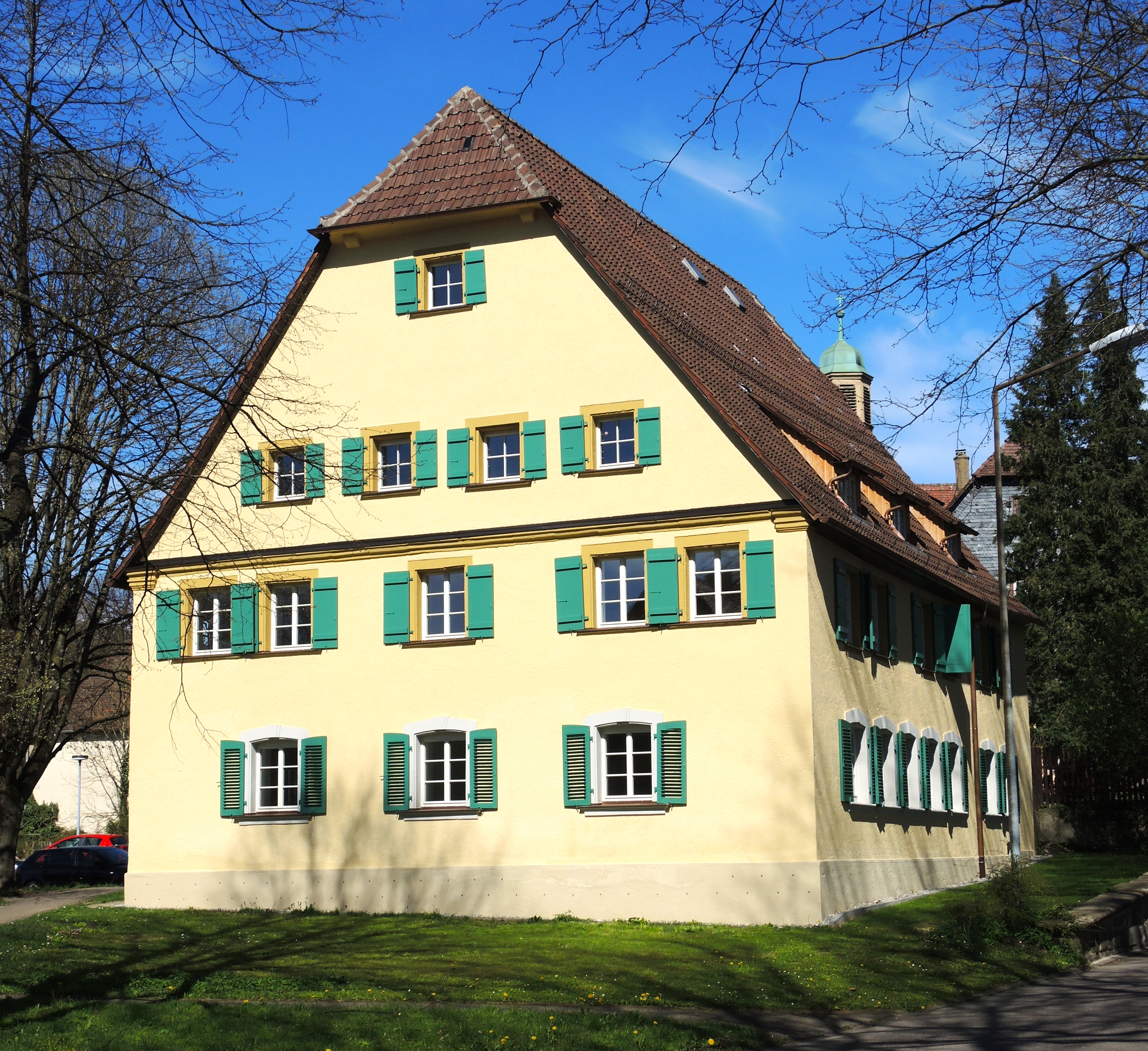
Hofmeisterei nach der Instandsetzung 2022

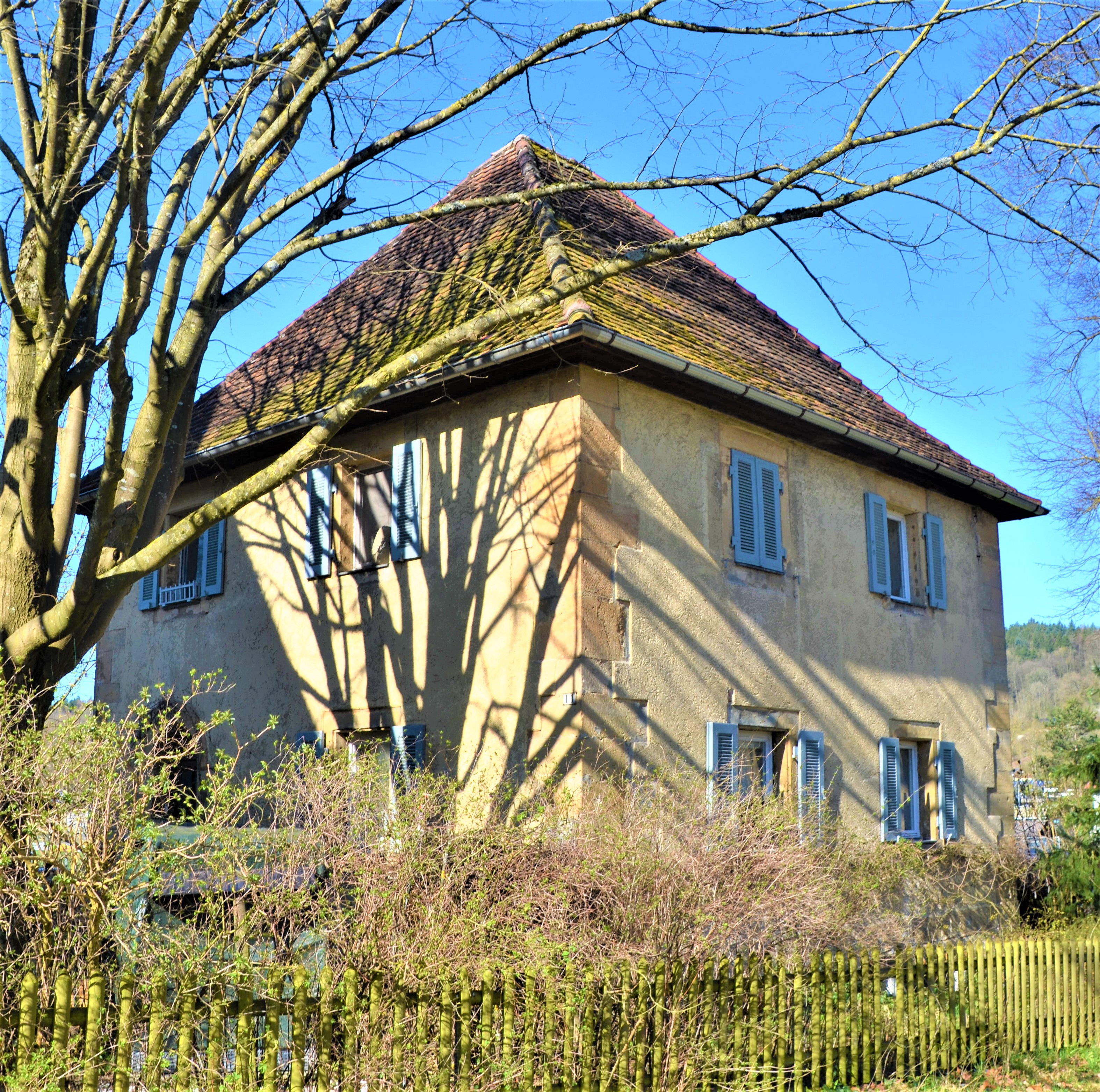
Armenhäusle

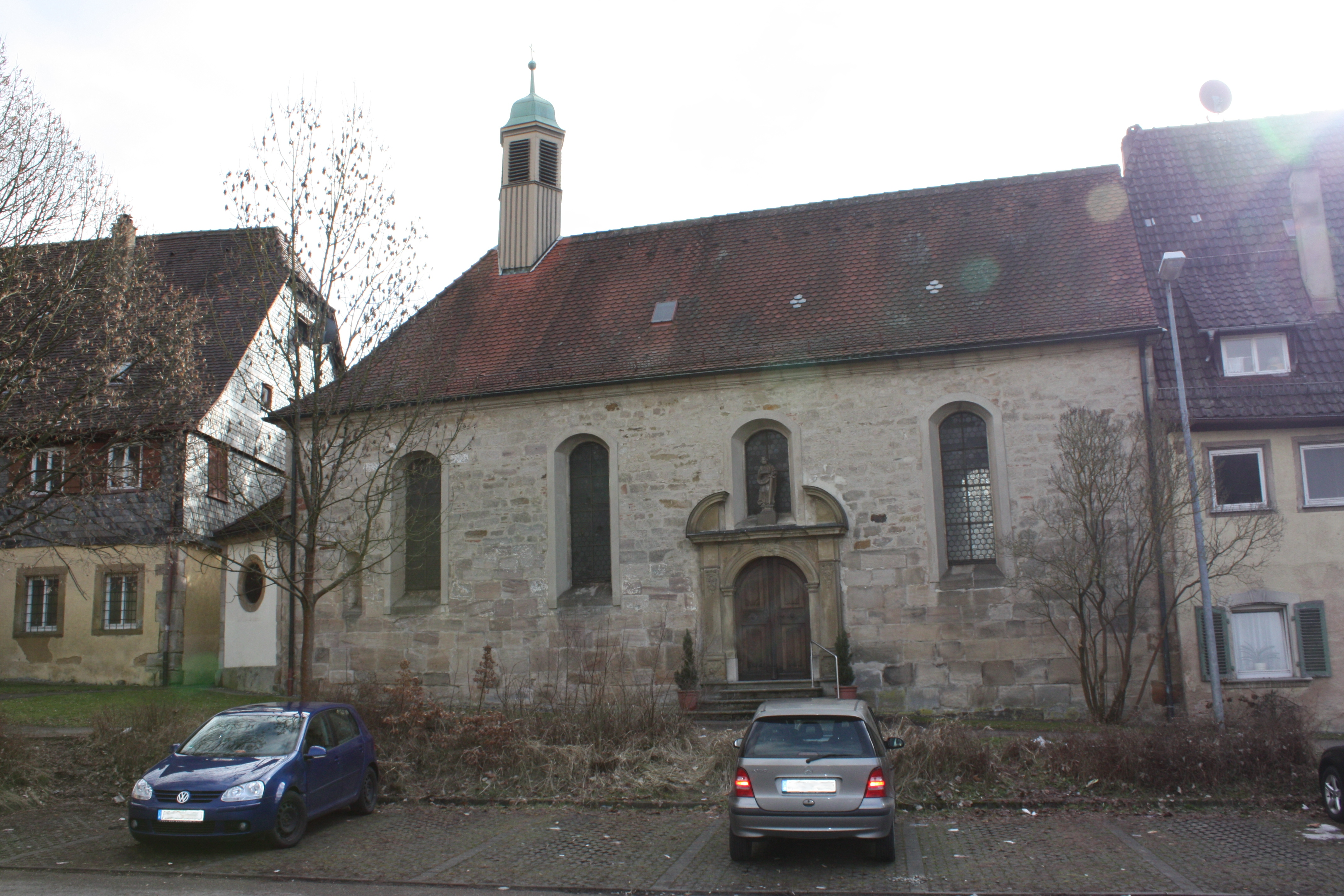
Kapelle von Norden

Das Katharinenspital zu den Sondersiechen, heute kurz St. Katharina genannt, ist ein Gebäudekomplex mit Kapelle im Schwerzer, westlich der Altstadt von Schwäbisch Gmünd. Er diente ehemals als Siechenspital und lag außerhalb der Stadtbefestigung.

## Geschichte
Die Gründung des Siechenspitals kann heute nicht mehr zeitlich eingeordnet werden, doch geht man davon aus, dass sie in die Frühzeit der Stadt reicht; Mauerteile der Kapelle können in das erste Viertel des 13. Jahrhunderts zurückdatiert werden. Aussätzige und Personen, die im Gmünder Heiliggeistspital in der Innenstadt unerwünscht waren, wurden nach St. Katharina „extra muros“ verbracht. Ein Haus für Leprakranke ist seit 1326 nachgewiesen.
Das heute noch als zweiflügliger Fachwerkbau bestehende Pfründhaus wurde vor 1680 errichtet, eine 1690 erwähnte Scheuer brannte 1822 durch einen Blitzschlag ab. Wohl ebenfalls im 17. Jahrhundert wurde das sogenannte Armenhäusle errichtet, das als Herberge für kranke, arme Reisende diente sowie ein Wasch- und Wohnhaus. Dieser Fachwerkbau wurde 1936 abgebrochen. Das an die Kapelle angebaute Hofmeistereigebäude wurde ab 1716 errichtet, wohl aber erst 1759 fertiggestellt. Der Gottesdienstbetrieb wurde im Rahmen der Säkularisation 1804 eingestellt und erst 1922 wieder aufgenommen, die mobile Ausstattung wurde nach 1804 nach St. Leonhard in Schwäbisch Gmünd gebracht, die Kapelle diente als Abstellraum. Ein 1822 errichteter Wagenschuppen wurde 1974 zu Gunsten eines Parkplatzes abgebrochen. 1852 wurden die letzten Patienten des Katharinanspitals in das Heiliggeistspital in die Innenstadt verlegt. Heute wird der Komplex als Wohnraum genutzt.
Im Oktober 2020 wurde die Sanierung des zwischenzeitlich leerstehenden Komplexes bekanntgegeben. Im Dezember 2021 war die Instandsetzung der Hofmeisterei abgeschlossen.
In den Hexenprozessen in Schwäbisch Gmünd, in denen von 1566 bis 1684 mindestens 51 Menschen Opfer der Hexenverfolgungen wurden, gab es einen hohen Anteil an Spitalpfründnerinnen.

## Spitalkapelle
Die Kapelle St. Katharina stammt vermutlich aus dem ersten Viertel des 13. Jahrhunderts und wurde als einfacher, romanischer Rechtecksaal erbaut. Die erste Erwähnung findet sie erst am 1. November 1341 durch eine Messstiftung. Nach gotischen Umbauten wurde sie von 1749 bis 1757 umfangreich barockisiert. In dieser Zeit entstand auch die trapezförmige Sakristei hinter dem Hochaltar. Der Innenraum wurde aufwendig mit Stuck gestaltet und unter anderem von Joseph Wannenmacher ausgemalt. Die zur Gmünder Münstergemeinde gehörende Kapelle wurde 1998/99 umfangreich saniert und wird zurzeit hauptsächlich durch die rumänisch-orthodoxe Gemeinde genutzt.

## Bekannte Namen
- Johann Christof Haas (1753–1829), Maler, verstarb am 5. September 1829 „verarmt und ledig“ im Spital.[7]